# Netsh
Netsh es una utilidad de línea de comandos que ofrece varias opciones para la configuración de una red.
Entre las principales opciones que se pueden realizar, están la posibilidad de ver, modificar, administrar y diagnosticar la configuración de una red.
Netsh se encuentra disponible en Windows (Windows 2000, Windows Server 2003, Windows XP Profesional, Windows 7, Windows Server 2008, Windows 8, Windows 10 y Windows Server 2012)

## Uso
En la línea de comandos (ejecutar>>cmd) escribir netsh y entraremos al comando, y el prompt cambiara a:
```
C:\netsh
netsh>

```

Para obtener ayuda sobre el comando:
```
C:\netsh /?

```

O estando dentro de netsh:
```
netsh>?

```

## Algunos Ejemplos

### Guardar configuración Actual de una red
```
C:\netsh dump > C:\MiRed.cmp

```

Esto guarda la configuración actual de red en el archivo MiRed.cmp
Ahora podemos cambiar la configuración de red (IP, gateway, netmask, etc) para otra red, si queremos rescatar nuestra configuración anterior solo se escribirá:
```
C:\netsh exec C:\MiRed.cmp

```

### Cambiar configuración de una red
Por ejemplo tenemos una red con los siguientes datos:
```
x
C:\ipconfig
Configuración IP de Windows

Adaptador Ethernet Conexión de área local          :

        Sufijo de conexión específica DNS :
        Dirección IP. . . . . . . . . . . : 192.168.1.13
        Máscara de subred . . . . . . . . : 255.255.255.0
        Puerta de enlace predeterminada   : 192.168.1.1

```

Para cambiar estos datos, usamos la siguiente sentencia:
```
C:\netsh interface ip set address "conexión de área local" static 192.168.1.50 255.255.255.0 192.168.1.1 1
Aceptar

```

Para ver los cambios usamos ipconfig:
```
C:\ipconfig

Configuración IP de Windows

Adaptador Ethernet Conexión de área local          :

        Sufijo de conexión específica DNS :
        Dirección IP. . . . . . . . . . . : 192.168.1.50
        Máscara de subred . . . . . . . . : 255.255.255.0
        Puerta de enlace predeterminada   : 192.168.1.1

```

También es posible consultar los cambios haciendo uso de "netsh":
```
netsh interface ip show config

```

Esto nos mostraría los interfaces actuales, por ejemplo:
```
Configuración para la interfaz "CableRed"
    DHCP habilitado:                         No
    Dirección IP:                           192.168.2.1
    Prefijo de subred:                      192.168.2.0/24 (máscara 255.255.255.0)
    Métrica de interfaz:                      35
    Servidores DNS configurados estáticamente:   ninguno
    Registrar con el sufijo:           Solo el principal
    Servidores WINS configurados estáticamente:   ninguno

```

Activar o Desactivar firewall windows XP
```

ACTIVADO:    netsh firewall set opmode enable

DESACTIVADO: netsh firewall set opmode disable

```

Para cambiar las DNS se puede usar la siguiente sentencia desde la línea de comandos DOS
```

C:\>netsh interface ip set dns "Conexión de área local" static 208.67.222.222 primary
Aceptar

```

Para cambiar el DNS primario y secundario se usa las siguientes líneas de comando
```
netsh interface ip add dns name="Conexión de área local" addr=10.0.0.1
netsh interface ip add dns name="Conexión de área local" addr=10.0.0.2 index=2

```

Para ver los bssid de las redes wifi a tu alcance usa la siguiente sentencia desde la línea de comandos. Los comandos "netsh wlan" solo funcionan a partir de las versiones Windows Server 2008 y Windows Vista.
```

netsh wlan show networks mode=Bssid

```

- Datos: Q1345240